# オール・ナイト (ドント・ストップ)
「オール・ナイト (ドント・ストップ)」(All Nite (Don't Stop))は、ジャネット・ジャクソンの楽曲。

## 概要
8枚目のスタジオ・アルバム『ダミタ・ジョー』から3枚目のシングルとしてリリースされた。
イギリスなどでは「アイ・ウォント・ユー」との両A面シングルとして発売された。
ハービー・ハンコックの楽曲「ハング・アップ・ユア・ハング・アップス」をサンプリングしている。
ミュージック・ビデオの監督を務めたのはフランシス・ローレンス。

## 収録曲
日本盤 マキシ・シングル
1. オール・ナイト (ドント・ストップ)
2. オール・ナイト (ドント・ストップ)（サンダークライネンバーグ・エヴリバディ・クラブ・ミックス）
3. アイ・ウォント・ユー
4. オール・ナイト (ドント・ストップ)（ソー・ソー・デフ・リミックス・フィーチャリング・エレファント・マン）